# Göksu
El Göksu (traduït com 'Aigua Blava', també Geuk Su, Goksu Nehri, edat mitjana Saleph, clàssic Calycadnus) és un riu de l'altiplà Taşeli a Turquia. Les seves fonts són dos rierols a les muntanyes del Taure, al nord a les muntanyes Geyik i al sud a les muntanyes Haidar; els dos rierols conflueixen al sud de Mut (província de Mersin).
El riu té 260 km de llarg i desaigua a la mar Mediterrània, a uns 16 km al sud-est de Silifke. El delta del riu és una àrea de criança principalment per a aus (unes 300 espècies, entre les quals una classe de tortuga en perill d'extinció). La resclosa de Saysulak permet regar la zona del delta i per produir electricitat.
A l'època clàssica, fou conegut com a Calycadnus (o Calycadnos) i, segons Ammià Marcel·lí, era navegable amb petites barques. El 1190, a la tercera croada, Frederic I del Sacre Imperi romanogermànic (Frederic Barba-roja) es va ofegar en aquest riu (llavors Saleph) el dia 10 de juny. Les circumstàncies exactes de la seva mort són desconegudes. Algunes versions parlen que es va ofegar mentre es banyava, i d'altres diuen que el seu cavall el va llençar a l'aigua mentre creuava el riu. Segons el cronista Ali ibn al-Athir, l'aigua arribava just a la cintura, de manera que és possible que el contrast entre la calor que feia i l'aigua gèlida li hagués provocat un atac de cor (tenia 67 anys).
El nom Göksu el porten altres rierols de Turquia, tots poc importants excepte el Göksu del Bòsfor. Vegeu: Göksu del Bòsfor.